# Bradenton
Bradenton – miasto w Stanach Zjednoczonych, w stanie Floryda, siedziba administracyjna hrabstwa Manatee.